# 布賴頓 (紐約州富蘭克林縣)
布賴頓（英語：Brighton）是一個位於美國紐約州富蘭克林縣的鎮。

## 人口
根據2020年美國人口普查的數據，布賴頓的面積為214.96平方千米，當中陸地面積為201.75平方千米，而水域面積為13.21平方千米。當地共有人口1174人，而人口密度為每平方千米5人。